# Vlaškovci
Vlaškovci är en ort i Bosnien och Hercegovina.   Den ligger i entiteten Republika Srpska, i den nordvästra delen av landet, 190 km nordväst om huvudstaden Sarajevo. Vlaškovci ligger 187 meter över havet och antalet invånare är 196.
Terrängen runt Vlaškovci är platt norrut, men söderut är den kuperad. Terrängen runt Vlaškovci sluttar norrut. Närmaste större samhälle är Prijedor, 17,7 km söder om Vlaškovci. 
I omgivningarna runt Vlaškovci växer i huvudsak lövfällande lövskog. Runt Vlaškovci är det ganska tätbefolkat, med 67 invånare per kvadratkilometer.